# Male Grahovše
Male Grahovše este o localitate din comuna Laško, Slovenia, cu o populație de 50 de locuitori.